# ラグビーオランダ代表
ラグビーオランダ代表（英語: Netherlands national rugby union team）は、オランダラグビー連盟によるラグビーユニオンのナショナルチームである。愛称は「オランイェ (Oranje)」。

## 歴史
1930年7月1日に初試合。
その後2000年、ヨーロピアンネイションズカップ第1シーズンのディビジョン1チームに選ばれた。
そして2020年、欧州トロフィーで初優勝を果たした。

## ワールドカップの成績
- 1987年 - 不参加
- 1991年 - 予選敗退
- 1995年 - 予選敗退
- 1999年 - 予選敗退
- 2003年 - 予選敗退
- 2007年 - 予選敗退
- 2011年 - 予選敗退
- 2015年 - 予選敗退
- 2019年 - 予選敗退